# دواميس سوسة

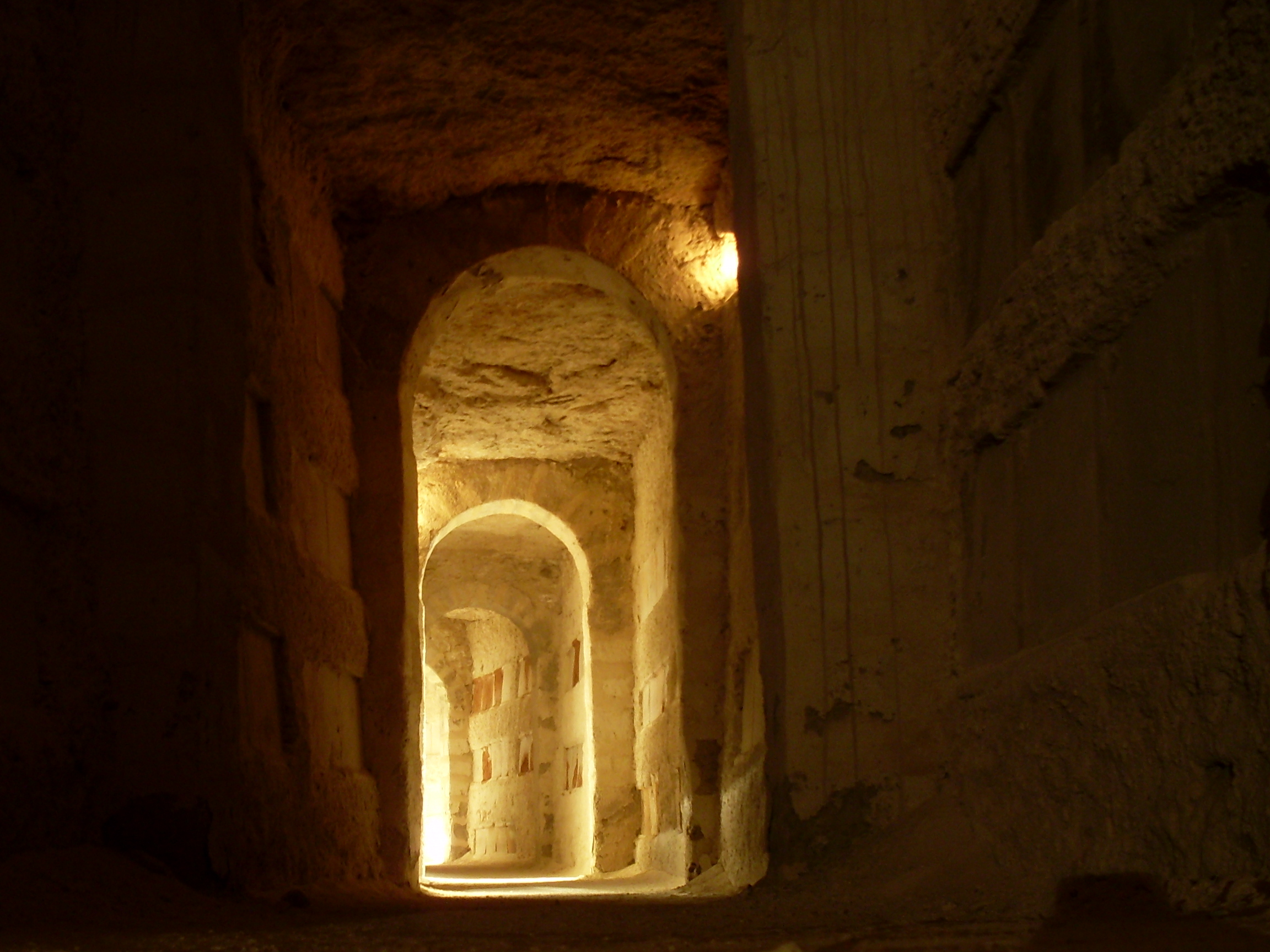

## الموقع
يوجد بالمنطقة الشمالية الغربية لمدينة سوسة (هدروماتوم الرومانية) خمس مدافن تحت أرضية متقاربة أدخلت عليها قديما تطورات متشعبة. هذه المدافن المحفورة في الصخر أطلقت عليها حديثا تسميات مستوحاة من النقائش المأتميّة المعثور عليها داخلها (أجريپا، هيرميس، سيفيريوس)، أو من زخرف مشخّص (مدافن كتاكومب الراعي الصالح أو الطيب).
تحتوى هذه المدافن التحت أرضية أو الدواميس على نوافذ فتحت خصيصا للإنارة والتهوئة، وكانت تضاء أيضا بقناديل زيتية توضع في فتحات جدارية.

## وصف القبور
لقد تم حفر القبور («لوكوليLoculi» باللاتينية) في جوانب الأروقة، وهي مرتبة القبر فوق الأخر (تصل في بعض الجدران من اثنین إلى أربعة قبور فوق بعضها البعض). وكانت الجثث تغطى بطبقة من الجير وتكفّن، فيمنعها ذلک من التعفّن، ثم يغلق عليها بألواح فخارية عليها اسم المتوفى ورموز دينية.
کما كانت عملية الدفن تتم بأرضية الأروقة خاصة في الفضاءات التي تضيق بالقبور وتقل المساحات المخصصة للدفن بالجوانب.
وكانت تقع تهيئة القبور المتميزة وسط تجويفات نصف دائرية تحمل زخارف على الجص أو مزركشة بالطلاء.
تفتح الدواميس على غرفة تحتوى على قبور ذات استعمال عائلى خاص («كوبيكولا» Cubicula باللاتينية)، کما کانت تشتمل على العدید من القبور الجوفيّة التابعة للعائلات الغنيّة بالمدينة.
أما الغرف ذات المقاعد والتي أكدتها الحفريات فقد تکون استعملت لموائد جنائزية في طقوس خاصة بالأموات كانت متبعة من طرف المسيحيين الأوائل، وهي مستوحاة من أصل وثني.
إن دواميس سوسة تمتلك خاصية المعلم التذكاري وهي شبيهة في كثير من الجوانب بمجموعة دواميس روما.

## تسمية
ترجع تسمية الدواميس («كتاكومبس» Catacombs) إلى المکان الموجود فی «الطریق الأبياني» (Via Appia) بروما وهو «أد-كتاكومباس Ad-Catacombas» (أي «قرب الجوف»)، أين تمت تهيئة مقبرة شهيرة احتضنت البقايا المقدسة للمبشرين «بطرس» و«بولس».
ويرجع بعض الباحثين الاسم إلى «كاتا تومباس cata tumbas» من اليونانية "κατα τυμβοσ" وتعنى حرفيا «إلى أسفل القبر».

## تاريخ
بعض الأماكن في دواميس سوسة هي وثنية وتعود إلى القرنين الثالث والرابع بعد المسيح، هذا ما تمّ التأكد منه بالرجوع إلى النقائش والتعرّف على الطقوس الوثنية البحتة.
أما بالنسبة للتواجد المسيحى في القرنین الرابع والخامس للميلاد فقد وقع إثباته عن طریق العدید من المعثورات الأثرية أو النقائش على الرخام والحجارة واللوحات الفسيفسائية. والتي تحمل رموز مسيحية تصوّر خلاص المتديّن المسيحى في انتظار یوم الدينونة، وكذلك علاقته مع السید المسيح (الموضحة بوجود الصليب أو الحروف المتشابكة أو الصيد بالقارب أو المرساة أو الحمامة الحاملة لغصن الزيتون أو الوعاء الملآن عنبا...).
هذه المجموعة من المعالم المشابهة لتلك الموجودة بروما، تفيدنا بكثير من المعلومات المتصلة بتاریخ سوسة القديم ما بين القرنين الأول والخامس بعد الميلاد، وذلك عبر عالم الأموات الذي يختلط فيه الغني والفقير وتتجلّى من خلال العقائد والأعمال الخيرية ذات الطابع الاجتماعى.
لقد اكتشفت سراديب الموتى لیس فقط بهدروماتوم (سوسة) فقط، بل عثر عليها كذلك بقرطاج، وجزيرة قرقنة وسلقطة.. ويمكن العثور على مقابر الكتاكومبس في عديد الدول المتوسطية كمصر (كتاكومب كوم الشقافة بالإسكندرية)، كتاكومب روما بإيطاليا، مقابر كتاكومب في صقلية ومالطا والجزائر واليونان...

## الدواميس
من بين مقابر الكتاكومبس بسوسة هناك أربع مقابر رئيسية وهي:
- دواميس الراعى الصالح):

وهي مقبرة أرضية من أصل وثنى عرفت تطورا ملحوظا في العهد المسيحى منذ القرن الرابع للميلاد، اكتشفها الكولونيل فنسون (Le Colonel Vincent) سنة 1888، وبها 115رواقا، ويبلغ طولها 1557.5مترا وتحتوى أيضا على 4924 قبرا واثنين من المدافن العائلية بالداخل، ومصلّى وحتى رواق خاص بالأطفال الرضع... وهي الوحيدة المفتوحة للعموم.
- دواميس هرماس:

مقبرة تحت أرضية من القرن 3و4 للميلاد، تحتوى على العديد من المدافن العائلية، يبلغ طول أروقتها 545 مترا، وعلى 2000 قبرا من بينها 500 قبرا محفورة في أرضية الأروقة. وقد تم العثور على لوحات فسيفسائية بمدافن (Cubiculae) هيرميس وإيميليا فلورا الخاصة.
- دواميس سيفيريوس:

مقبرة مسيحية يعود تأسيسها إلى ما بين القرنين الرابع والخامس للميلاد. ويبلغ طول أروقتها 1767 مترا. كما تحتوى على 3738 قبرا وبعض الأماكن المخصّصة للمدافن العائلية وقاعات الاجتماعات.
- دواميس أجريپا (Agrippa):

مقبرة وثنية ترجع إلى القرن الثالث للميلاد، تحتوى على 18 رواقا يبلغ طولها الجملى 170 مترا وتشتمل على 172 قبرا.